# آنلو
آنلو (به هلندی: Anloo) یک منطقهٔ مسکونی در هلند است که در آ ان هونزه واقع شده‌است. آنلو ۳۹۰ نفر جمعیت دارد.